# Johann Friedrich Olearius (Theologe, 1697)
Johann Friedrich Olearius (* 30. Juni 1697 in Halle (Saale); † 24. März 1750 in Magdeburg) war ein deutscher evangelischer Theologe.

## Leben
Der Sohn des Johann Christian Olearius und dessen zweiter Frau Maria Elisabeth (geb. Ringhammer) hatte bereits mit drei Jahren seinen Vater verloren, so dass sich seine Mutter um seine Erziehung bemühte. Sie engagierte ihm Privatlehrer und bereitete ihn am Hallenser Gymnasium auf ein Studium vor. Er besuchte die Universität Halle, wollte sich dort den theologischen Studien widmen und absolvierte zunächst ein philosophisches Grundstudium. Dazu besuchte er Vorlesungen in Philosophie bei Johann Gottlieb Heineccius, hörte Philologie bei Christian Benedikt Michaelis und besuchte nebenher auch theologische Ausführungen bei Paul Anton und Johann Heinrich Michaelis.
Im Sommersemester 1717 wechselte er an die Universität Leipzig, wo er theologische Vorlesungen bei Johann Gottlob Pfeiffer (1667–1740) hörte. In Leipzig erwarb er am 16. Februar 1718 den akademischen Grad eines Magisters, kehrte zurück nach Halle und übernahm dort vertretungsweise die Predigten. Auf ihn aufmerksam geworden, beauftragte Herzog Christian von Sachsen-Weißenfels ihn, in der Schlosskirche in Weißenfels und Freyburg zu predigen. Olearius erhielt 1725 ein Pastorat in Kößlitz und Wiedebach. Nach fast zwei Jahren wurde er im Mai 1727 Adjunkt an der Kirche zum heiligen Geist in Magdeburg, im selben Jahr Diakon und 1745 Oberpfarrer daselbst. Neben einer theologischen Dissertation hat er vor allem Leichenpredigten veröffentlicht.

## Familie
Aus seiner am 27. Februar 1727 geschlossenen Ehe mit Susanna Maria, der Tochter des Pfarrers in Langendorf, Christoph Andreas Chryselius, und dessen Frau Magdalena Sophia (geb. Riedel), sind drei Kinder, zwei Söhne und eine Tochter, bekannt. Von den Kindern kennt man:
- Samuel Gottlieb (* 19. Januar 1728 in Magdeburg), später Oberpfarrer in Trebbin
- Johanna Maria (* 13. September 1730 in Magdeburg)
- Johann Friedrich (* 8. November 1733 in Magdeburg)